# Terminalia (planta)
Terminalia é um género botânico pertencente à família Combretaceae.

## Espécies
O gênero tem 14 subgêneros e mais de 200 espécies.
- Terminalia acuminata (Fr. Allem.) Eichler: guarajuba
- Terminalia arbuscula Sw.
- Terminalia archipelagi Coode
- Terminalia argentea Mart. & Succ.: capitão-do-campo
- Terminalia bellirica (Gaertner) Roxb.
- Terminalia bentzoe
- Terminalia brasiliensis (Cambess.) Eichler: cerne-amarelo
- Terminalia bucidoides Standley & L.O. Williams
- Terminalia carolinensis Kanehira
- Terminalia catappa L.
- Terminalia cherrieri McKee
- Terminalia chebula (Gaertner) Retz.
- Terminalia eddowesii Coode
- Terminalia eriostachya A. Rich.
- Terminalia fagifolia Mart.: cachaporra-do-gentio
- Terminalia glabrata
- Terminalia hararensis Engl. ex Diels
- Terminalia hecistocarpa Engl. ex Diels
- Terminalia intermedia (A. Rich.) Urban
- Terminalia ivorensis Chev.
- Terminalia januariensis DC.: piúna
- Terminalia kangeanensis Slooten
- Terminalia kuhlmannii Alwan & Stace: araçá-d'água
- Terminalia latifolia Sw.
- Terminalia lucida Hoffmanns. ex Mart.: tanibuca
- Terminalia mantaly Sete copas africana/Madagascar almond
- Terminalia microcarpa
- Terminalia muelleri Benth.
- Terminalia myriocarpa van Heurck & Muell.-Arg.
- Terminalia nitens Presl.
- Terminalia novocaledonica Däniker
- Terminalia oblonga (Ruiz & Pavón) Eichler
- Terminalia parviflora Thwaites
- Terminalia pellucida Presl.
- Terminalia reitzii Excell
- Terminalia rerei Coode
- Terminalia superba Engler & Diels
- Terminalia triflora Griseb.: capitãozinho